# Nývritos
Nývritos, en grec moderne : Νύβριτος, est un village du dème de Gortyne, dans le district régional de Héraklion, de la Crète, en Grèce. Selon le recensement de 2001, la population de Nývritos compte 255 habitants.
Le village est situé à une altitude de 510 mètres. Il est mentionné dans le recensement vénitien, de 1583, par Castrofilaca, en tant que Ivrito avec 210 habitants.